# Вероника Герен (филм)
 Тази статия е за филма.  За ирландската журналистка, на която е посветен филмът вижте Вероника Герен.  
„Вероника Герен“ (на английски: Veronica Guerin) е американо-ирландско-британски филм от 2003 г. с участието на Кейт Бланшет. Посветен е на живота на ирландската журналистка Вероника Герен.
Времетраенето на филма е 98 минути.